# Réserve naturelle régionale des prairies humides de Courteranges
La réserve naturelle régionale des prairies humides de Courteranges (RNR220) est une réserve naturelle régionale située en Champagne-Ardenne en région Grand Est. Classée en 2010, elle occupe une surface de 28 hectares et protège un ensemble de prairies humides en bordure de la Barse.

## Localisation

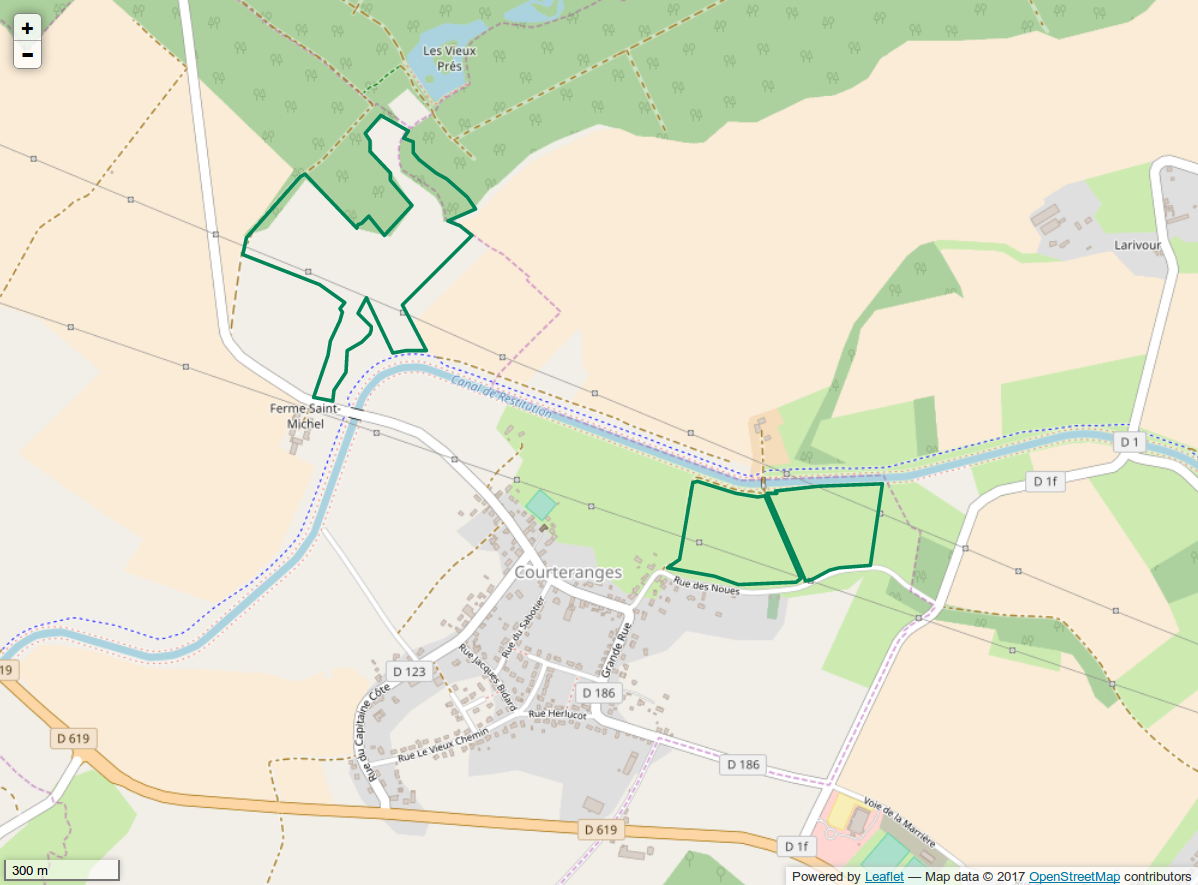
Périmètre de la réserve naturelle.

Le territoire de la réserve naturelle est dans le département de l'Aube, sur les communes de Courteranges et Lusigny-sur-Barse. Il est composé de deux secteurs de part et d'autre du canal de restitution des eaux du lac d'Orient.

## Histoire du site et de la réserve
Les prairies de fauche de la vallée de la Barse sont utilisées depuis le Xe siècle.

## Écologie (biodiversité, intérêt écopaysager…)
Outre les prairies de fauche, on trouve sur le site des prairies à Molinie, des magnocariçaies et des saulaies marécageuses. La richesse floristique de ces milieux a conduit au classement en réserve naturelle.

### Flore
On trouve sur le site 23 espèces patrimoniales dont 3 sont protégées au niveau national : la Gratiole officinale, la Violette élevée et la Renoncule à feuilles d'Ophioglosse. Parmi les autres espèces remarquables, on peut citer l'Ail anguleux, l'Inule des fleuves, la Germandrée des marais, le Populage des marais et le Jonc fleuri.

### Faune
L'avifaune compte 2 espèces inscrites sur l'annexe I de la Directive oiseaux, le Milan noir et la Pie-grièche écorcheur. Plusieurs espèces sont inscrites sur la liste rouge régionale : Torcol fourmilier, Fauvette babillarde, Phragmite des joncs, Vanneau huppé. On trouve également sur le site la Bécassine des marais et la Rousserolle effarvatte.
Les amphibiens comptent une espèce inscrite sur l'annexe II de la Directive habitats, le Sonneur à ventre jaune et 2 espèces en liste rouge régionale : le Grenouille rousse et la Grenouille agile.
Pour les invertébrés, mentionnons la Libellule écarlate et le Cuivré des marais.

## Intérêt touristique et pédagogique
Le site n'est pas ouvert au public. Un sentier d'interprétation est prévu.

## Administration, plan de gestion, règlement
La réserve naturelle est gérée par le Parc naturel régional de la Forêt d'Orient et le Conservatoire d'espaces naturels de Champagne-Ardenne.
L'aspect prairial du site est maintenu par le pâturage de chevaux Konik Polski.

### Outils et statut juridique
La réserve naturelle a été créée par une délibération du 8 mars 2010.
Le site fait également partie des zonages suivants :
- ZNIEFF n° 08922 type I « Prairies de Courteranges »
- ZNIEFF n° 00142 type I « Prairies des vallées de la Barse et de la Borderonne de Courteranges à Marolles-les-Bailly »
- ZNIEFF n° 08918 type II « Forêts des Bas-Bois et autres milieux de Piney à Courteranges »
- Site Natura 2000 n°45 « Prairies de Courteranges »
- Site RAMSAR